# 格尔皮克-科尼希别墅
36°3′55″N 120°19′18″E / 36.06528°N 120.32167°E
格尔皮克-科尼希别墅是位于中国山东省青岛市市南区沂水路3号的一座住宅，始建于1899年，最初为德国胶澳总督府建设的高级官员别墅，现为民宅，为市南区一般不可移动文物。

## 名称
“格尔皮克-科尼希别墅”德文原文为“Villa Gelpcke-Koenig”，其中“Koenig”在德文中有“国王”之意，因此该别墅在1990至2000年代的文献中被称为“Gelpcke君王别墅”、“德国GELPCKE亲王别墅旧址”、“德国亲王别墅旧址”、“盖尔普克亲王别墅旧址”。后来经青岛当地学者研究，此处的“Koenig”一词并非指“亲王”，而是该楼可考的第二位住户哈利·科尼希的姓氏。因此，此后文献多采用“格尔皮克-科尼希别墅”之名。
因前清多罗特公升允曾在此居住，亦有文献将该楼称为“多罗特公王邸旧址”。

## 历史

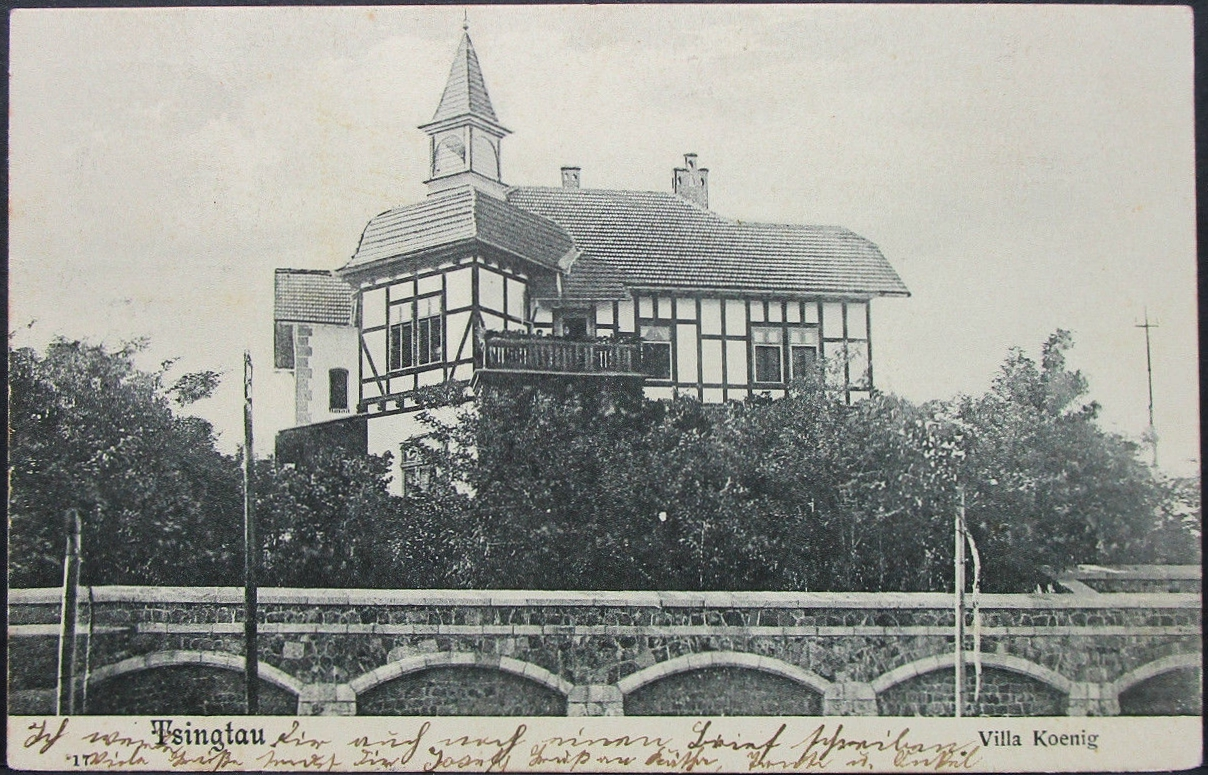
格尔皮克-科尼希别墅旧明信片，1900年代

1899年，胶澳总督府建设此处别墅，以供在青岛工作的高级官员居住，其设计者可能是第一位参与青岛城市建设的建筑师马克斯·克诺普夫（德語：Max Knopff）。该别墅第一位住户为皇家法官保罗·格尔皮克（Paul Gelpcke），格尔皮克1898年6月到达青岛，为胶澳皇家法院首任法官，1900年离青回国，在此别墅居住不到一年。1902年至1907年，青岛督署医院的主治海军军医哈利·科尼希（Harry Koenig）在此居住。辛亥革命后的1913年，前陕甘总督升允曾在此暂居。1914年日军占领青岛后，该别墅曾为日本陆军少将山田良水的住宅。该别墅此后住户多已不可考，有资料称1922年后该楼曾为医生钱培基开设的培基诊所。
1949年后，该楼为青岛日报社房产至今。1953年，该楼改为青岛日报社幼儿园，1960年代初关闭，此后改为青岛日报社员工宿舍。现为民居。2000年，该建筑以“德国GELPCKE亲王别墅旧址”之名列入第一批青岛市历史优秀建筑。2012年11月6日，该建筑以“总督府公寓旧址”之名列入市南区未核定为文物保护单位的不可移动文物（一般不可移动文物）名录。

## 建筑特色

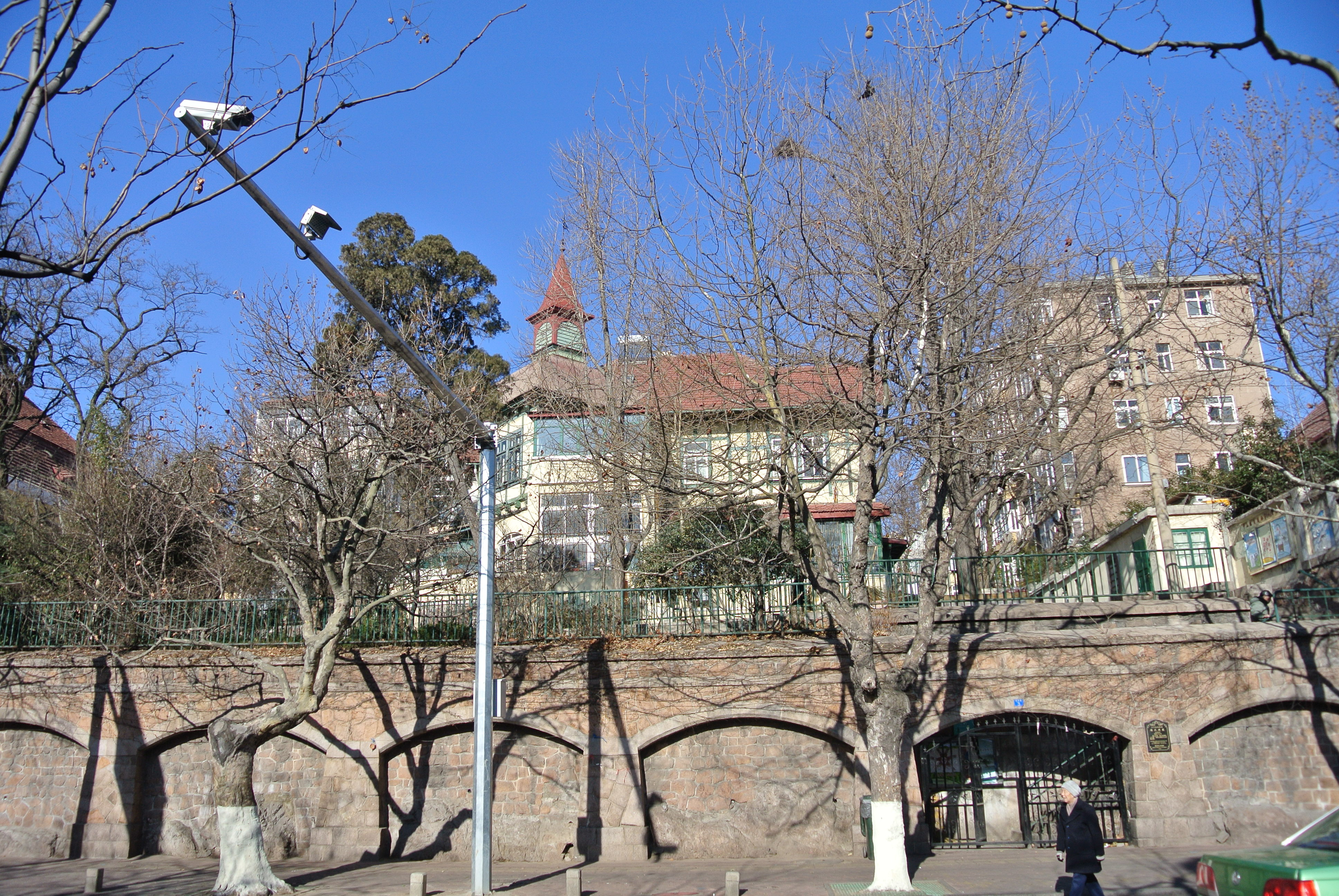
格尔皮克-科尼希别墅与花岗岩护坡墙、院门，2015年1月

格尔皮克-科尼希别墅坐落于坡地之上，其基址高出沂水路路面约3米，因此其院落与道路之间筑有花岗岩护坡墙。别墅占地面积1995.34平方米，建筑面积637.50平方米，砖木结构，地上2层，地下1层，建有阁楼。其平面形状不规则，大致呈两个相叠的矩形。外墙墙基以花岗岩砌成，浅色墙面，墙角镶嵌隅石，二楼外墙以仿木桁架结构装饰，窗户依桁架形状为矩形，同时也开有券窗。南侧转角处建有高约20米的塔楼，塔楼平面矩形，上部为盔状屋面，以曲线逐渐内收，顶部为四角尖塔，开有四面通气窗，塔尖风向标保存至今。屋顶铺设红瓦，高低错落。建筑东侧、北侧各设一门，北侧为主入口，通往门厅和楼梯间。
建筑整体具有欧洲田园住宅的风格，同时楼内有雕龙石柱等中式元素，为青岛德占时期早期建筑的常见现象。现楼体因局部增建、改建，与原貌有较大变化。

## 图集
- 1900年代初的沂水路，自右至左分别为格尔皮克-科尼希别墅、捷成洋行别墅与第三营官邸
- 1910年代初的沂水路，早期彩色照片，自右至左分别为美国领事馆、格尔皮克-科尼希别墅、施迪克弗特别墅与捷成洋行别墅
- 格尔皮克-科尼希别墅近景，2015年1月
- 尖塔特写